# Zanhi
Zanhi (persisch زنهي, auch romanisiert als Zanhī) ist ein Dorf in Iran in der Provinz Hormozgan. Es liegt in der Region Poshtkuh-e Shamil. Administrativ befindet es sich im Landkreis Schamil im Bachsch Schamil im Verwaltungsbezirk Bandar Abbas. Bei der Volkszählung 2006 hatte es 42 Einwohner in zwölf Familien.